# Camptopteroides
Camptopteroides (лат.) — род перепончатокрылых насекомых из семейства Mymaridae (Chalcidoidea).

## Распространение
Китай, Новая Зеландия, США, Шри-Ланка.

## Описание
Микроскопического размера хальцидоидные наездники: общая длина тела менее 1 мм. Вертекс резко отграничен у затылка. Основная окраска тела желтовато-коричневая. Усики состоят из скапуса, педицеля, жгутика и булавы. Жгутик 7-члениковый. Крылья с сильно редуцированным жилкованием. Паразиты яиц насекомых.

## Систематика
Таксон включён в родовую группу Camptoptera group из семейства мимарид (Mymaridae) вместе с родами Camptoptera, Eofoersteria, Macrocamptoptera, Ptilomymar и Stephanocampta.
- Camptopteroides alata Lin, 1999 — Китай[3]
- Camptopteroides armata Viggiani, 1974 — Шри-Ланка[4]
- Camptopteroides dorothea Huber, 1999 — США[3]
- Camptopteroides verrucosa (Noyes & Valentine, 1989) — Новая Зеландия[5]